# Desa Karanggeneng (administrativ by i Indonesien, Jawa Timur, lat -6,99, long 112,37)
Desa Karanggeneng är en administrativ by i Indonesien.   Den ligger i provinsen Jawa Timur, i den västra delen av landet, 600 km öster om huvudstaden Jakarta.